# Christina Broom
Christina Broom, rodným jménem Livingston (28. prosince 1862 Londýn – 5. června 1939 tamtéž) byla skotská fotografka, označovaná jako „první britská novinářská fotografka“.

## Život a dílo
Rodiče Christiny Livingstonové pocházeli ze Skotska, i když se narodila na King's Road čp. 8 v Chelsea v Londýně, jako sedmá z osmi dětí. Jejím otcem byl Alexander Livingston (1812–1875), mistr švec a její matka Margaret Fair (1826–1884). V roce 1889 si vzala Alberta Edwarda Brooma (1864–1912). Spolu měli dceru Winifredu Margaretu, narozenou 7. srpna 1890. V roce 1903, po selhání rodinného obchodu s hračkami a dalšími obchodními záležitostmi, si Christina vypůjčila krabicovou fotografickou kameru a sama se učila fotografovat. Postavila si stánek na Royal Mews v Buckinghamském paláci a prodávala pohlednice s fotografiemi, které sama nafotografovala. Tento stánek provozovala od roku 1904 do roku 1930.
Poté, co se rodina přestěhovala na Burnfoot Avenue, používala jako temnou komoru uhelný sklep. Pomáhala jí dcera Winifred, která kvůli tomu opustila školu. Její muž Albert na pohlednice psal úhledným písmem titulky. Pohlednice se prodávaly dobře: během jedné noční směny vytiskli až 1000 kopií.
Christina byla jmenována oficiální fotografkou divize domácnosti Household Division od roku 1904 do roku 1939 a měla temnou místnost v kasárnách v Chelsea. Díky tomu také pořídila mnoho fotografií místních scén, včetně těch v Paláci, stejně jako závodů lodí The Boat Race a pochodů a výstav Sufražetek.
Albert zemřel v roce 1912 a Christina s Winifredou se přestěhovali na Munster Road do Fulhamu. Christina si osvojila profesionální jméno Mrs Albert Broom. Ve dvacátých a třicátých letech minulého století se její práce objevila v publikacích, jako jsou Illustrated London News, The Tatler, The Sphere nebo Country Life.
Christina Broom patří mezi úspěšné fotografky působící na počátku 20. století. Dalšími průkopnicemi fotografkami své doby byly: Alice Hughes, Lallie Charles, Rita Martinová, Lizzie Caswall Smith nebo Kate Pragnellová.
Christina Broom zemřela 5. června 1939 a byla pohřbena na starém hřbitově ve Fulhamu.

## Odkaz
Winifred pomohla ochránit Christiny negativy tím, že je nechala archivovat ve veřejných institucích. Kolekce fotografií vlastní Muzeum Londýna, Národní portrétní galerie, Imperial War Museum, Národní muzeum Skotska v Edinburghu, Královské námořní muzeum v Greenwich, Guards Museum v Londýně; Royal Borough of Kensington and Chelsea Local Studies Library; the Hammersmith and Fulham Archive, National Army Museum; Maidstone Art Gallery, Kent; Harry Ransom Center a Gernsheim Collection, University of Texas, both at Austin, Texas, United States.
Dne 17. prosince 2009 byla na aukci v Sotheby's v Londýně nabídnuta sbírka přibližně 2000 fotografií, zejména vojenských předmětů. Očekávalo se, že za kolekci bude nabídnuto až 35 000 liber. Prodej se však nezdařil a fotografie byly předány do vlastnictví Londýnskému muzeu. V červnu 2015 Muzeum zahájilo výstavu fotografií s názvem Vojáci a Sufražetky.

## Galerie

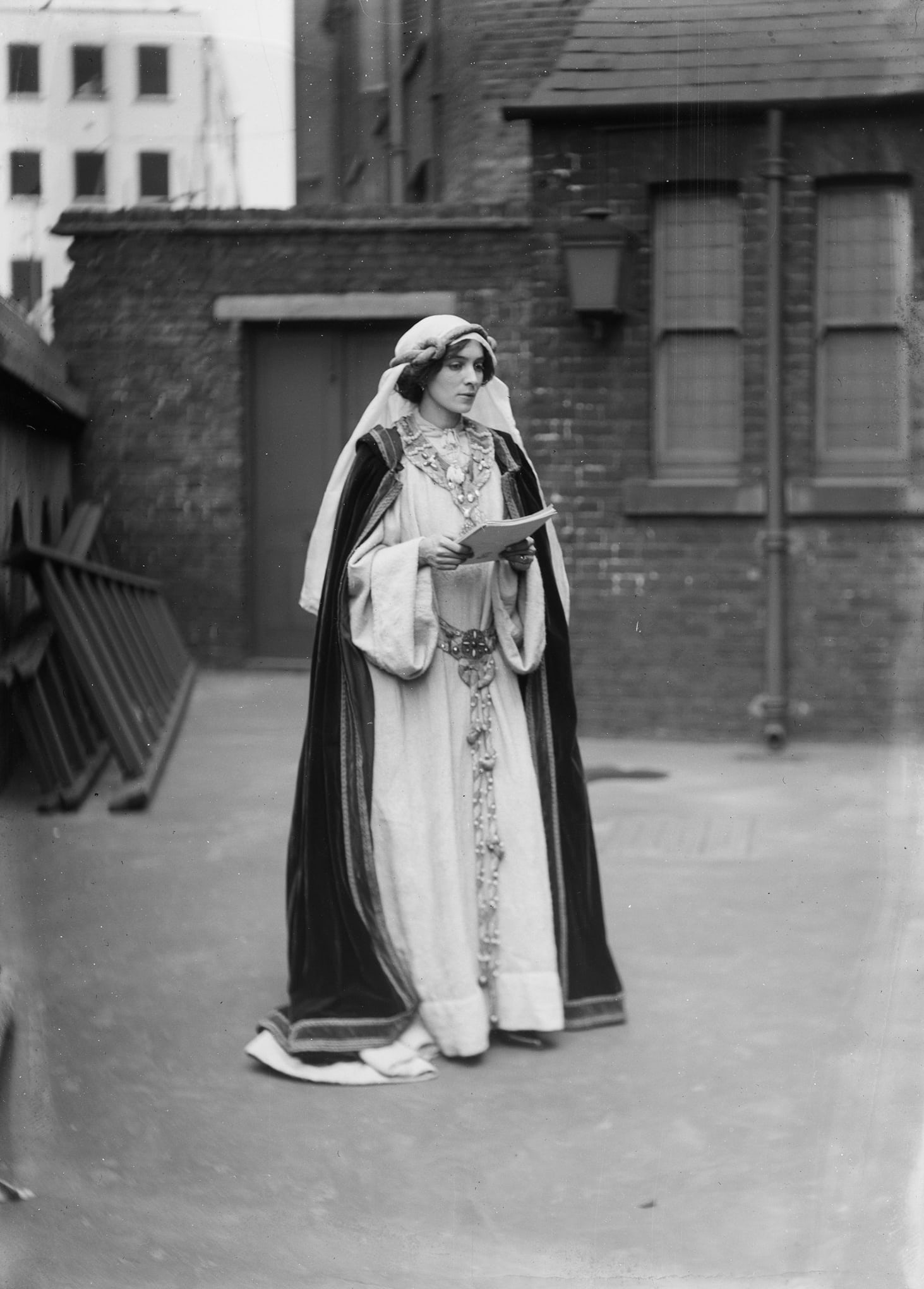
Sufražetka v kostýmu na veletrhu pořádaným Ligou žen svobody, 1909
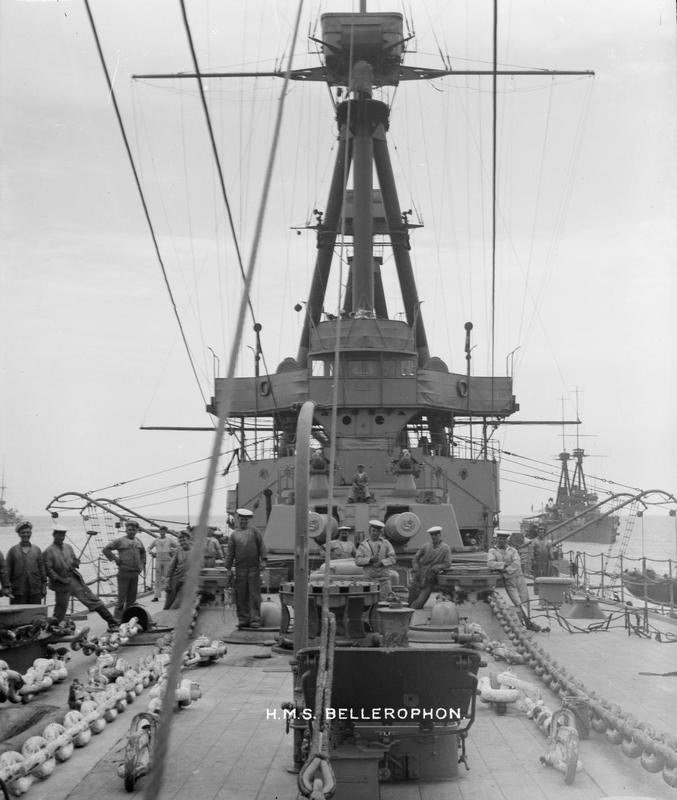
Bitevní lodě královského námořnictva, před 1914
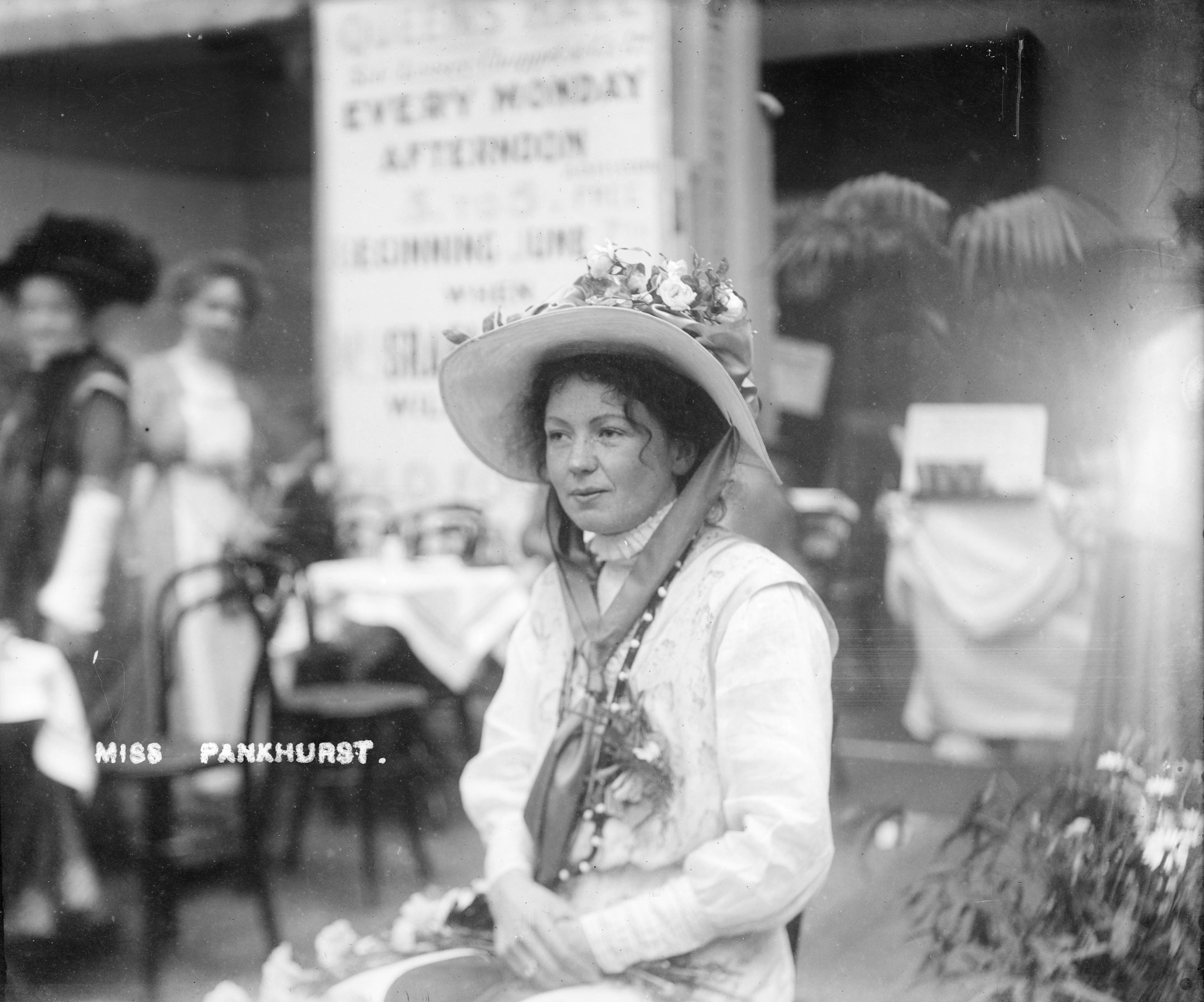
Slečna Christabel Pankhurst, spoluzakladatelka Sociální a politické unie žen, 1909
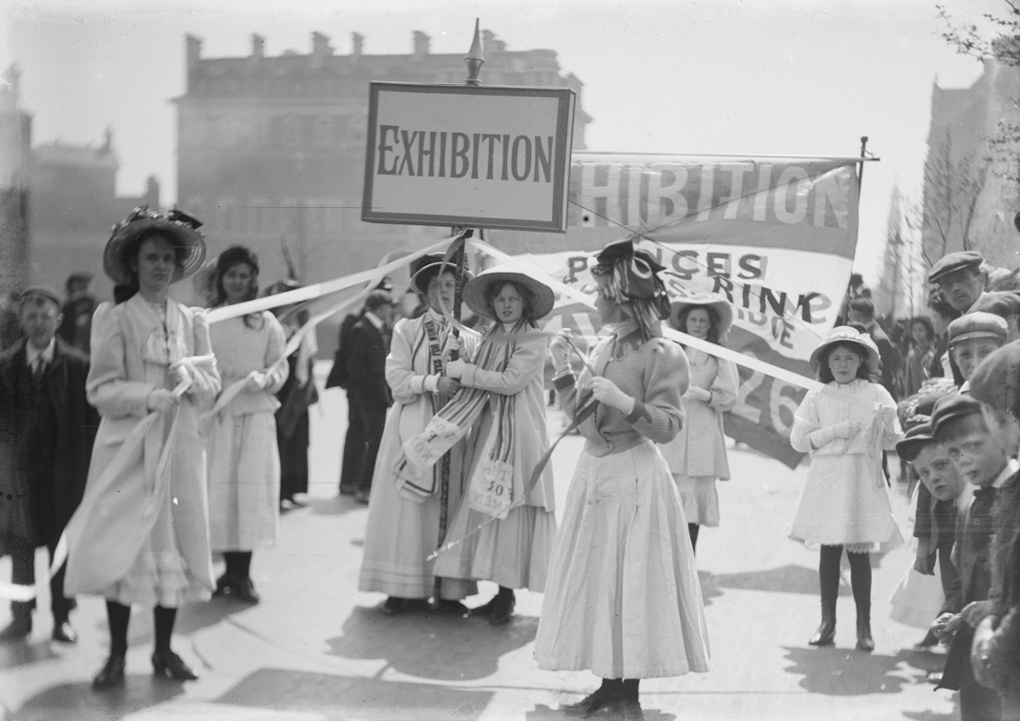
Mladší sufražetky propagující ženskou výstavu, květen 1909
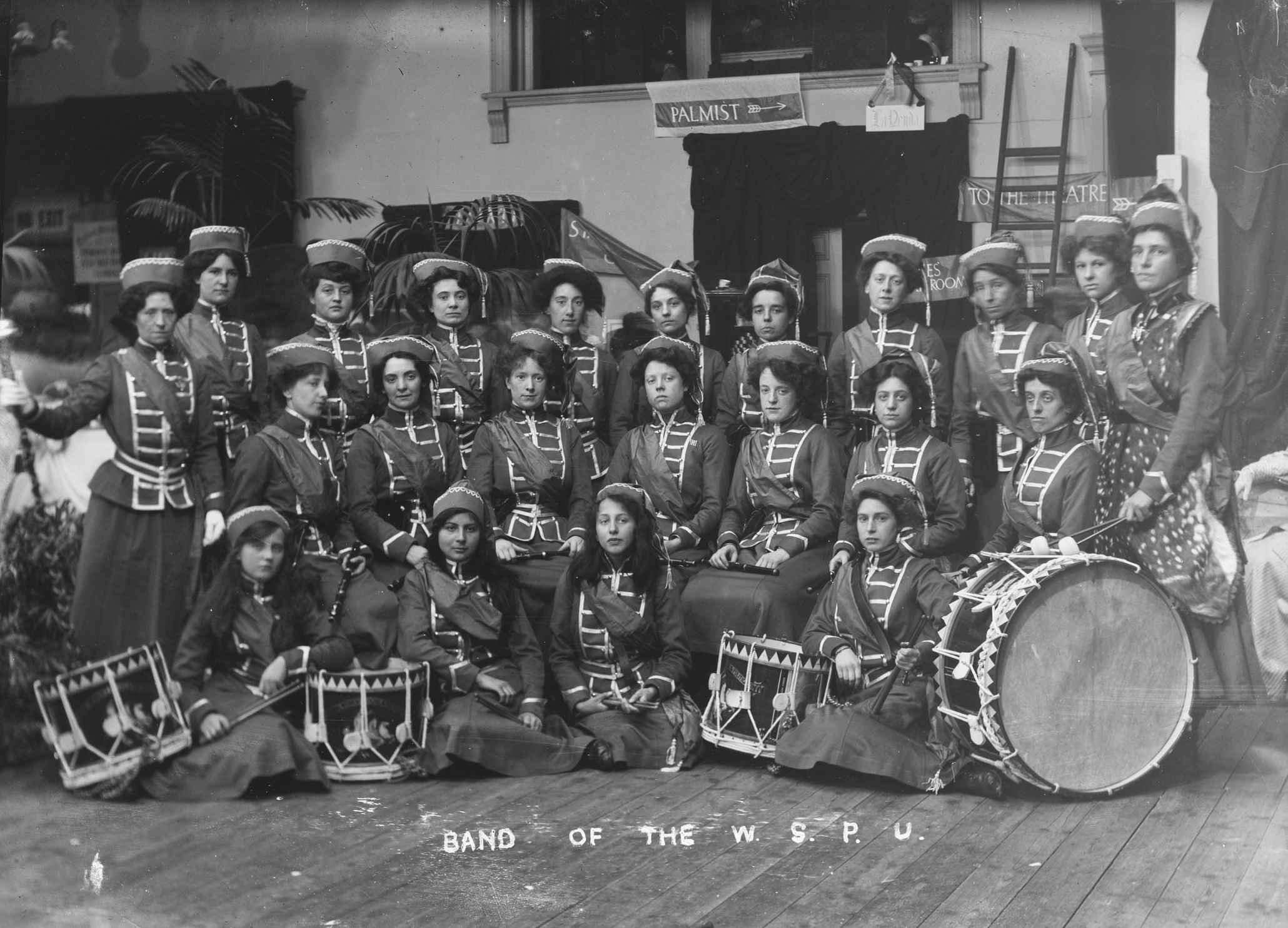
Dámská společenská a politická unie, bubenická a pikolová kapela na výstavě žen, 1909
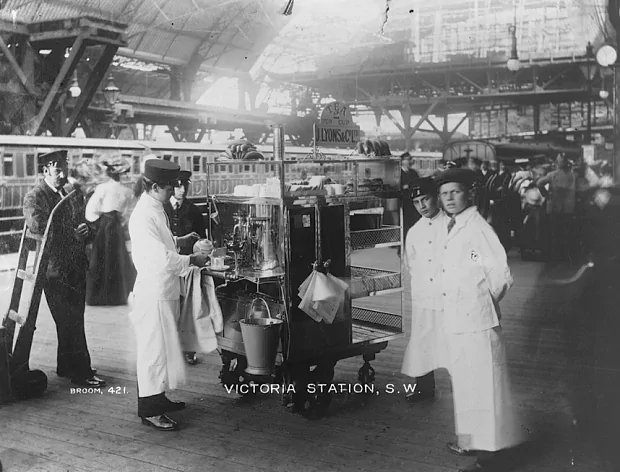
Stánek s čajem na londýnském nádraží Victoria Station, 1905
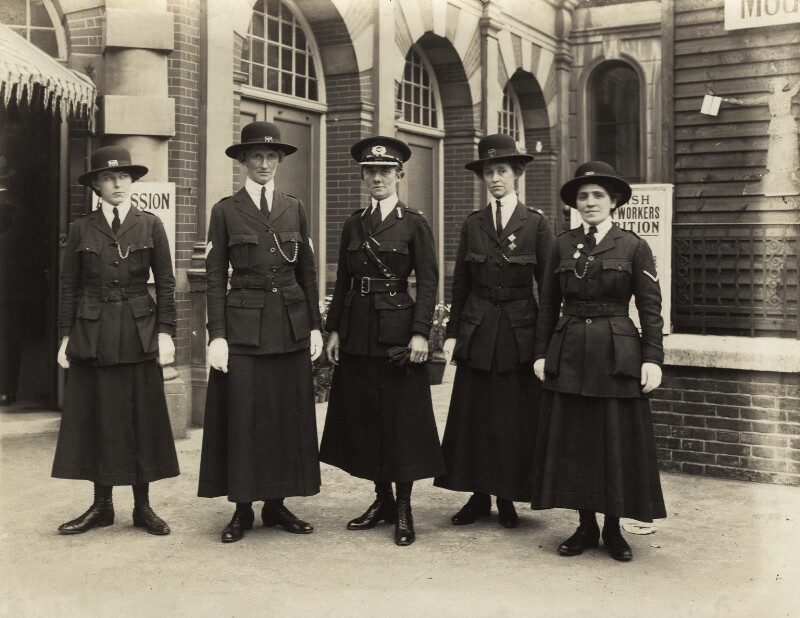
Mary Sophia Allen obklopena svými čtyřmi policistkami, 1916
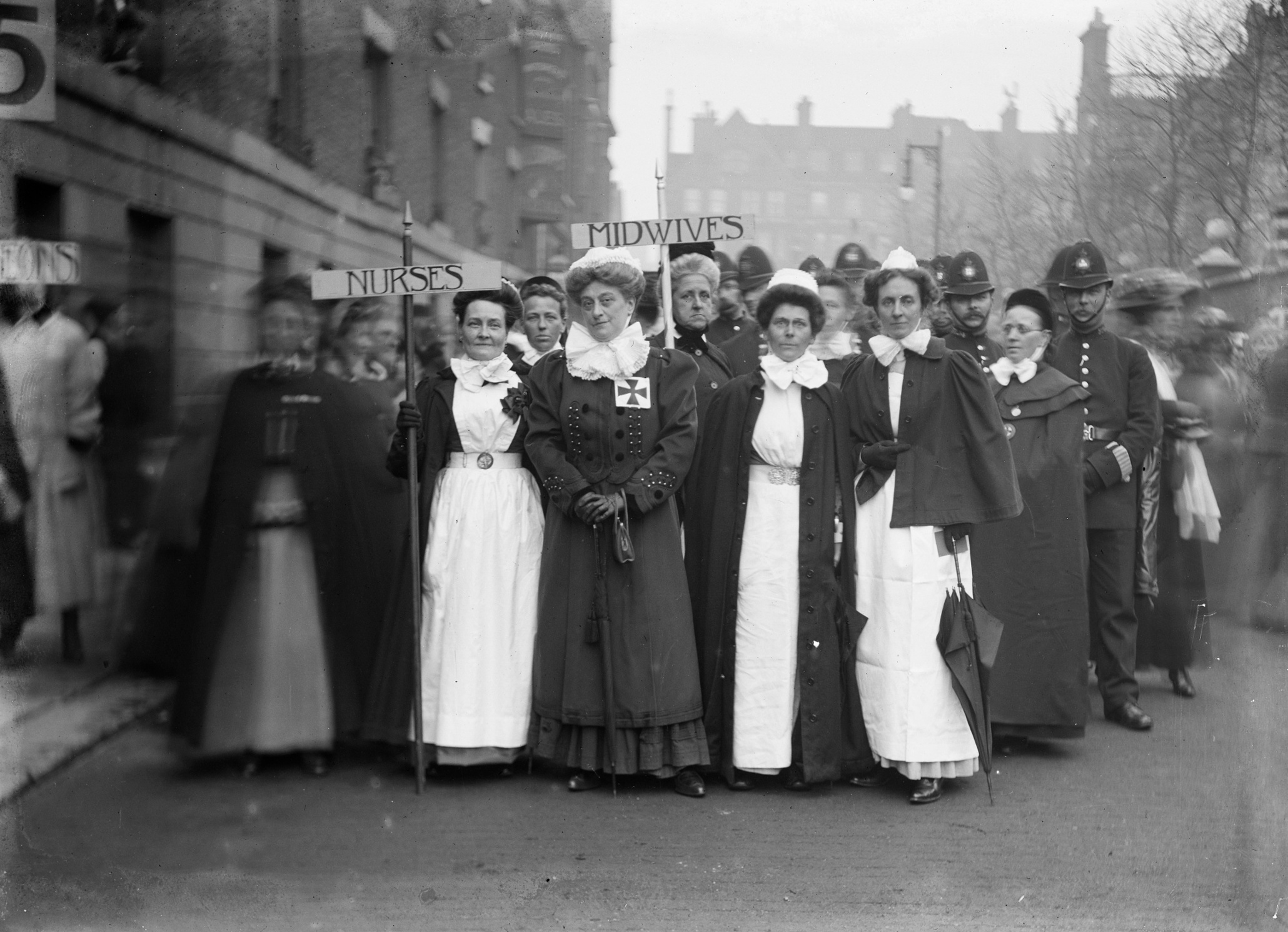
Sestry a porodní asistentky pochodují do Royal Albert Hall, Londýn, duben 1909
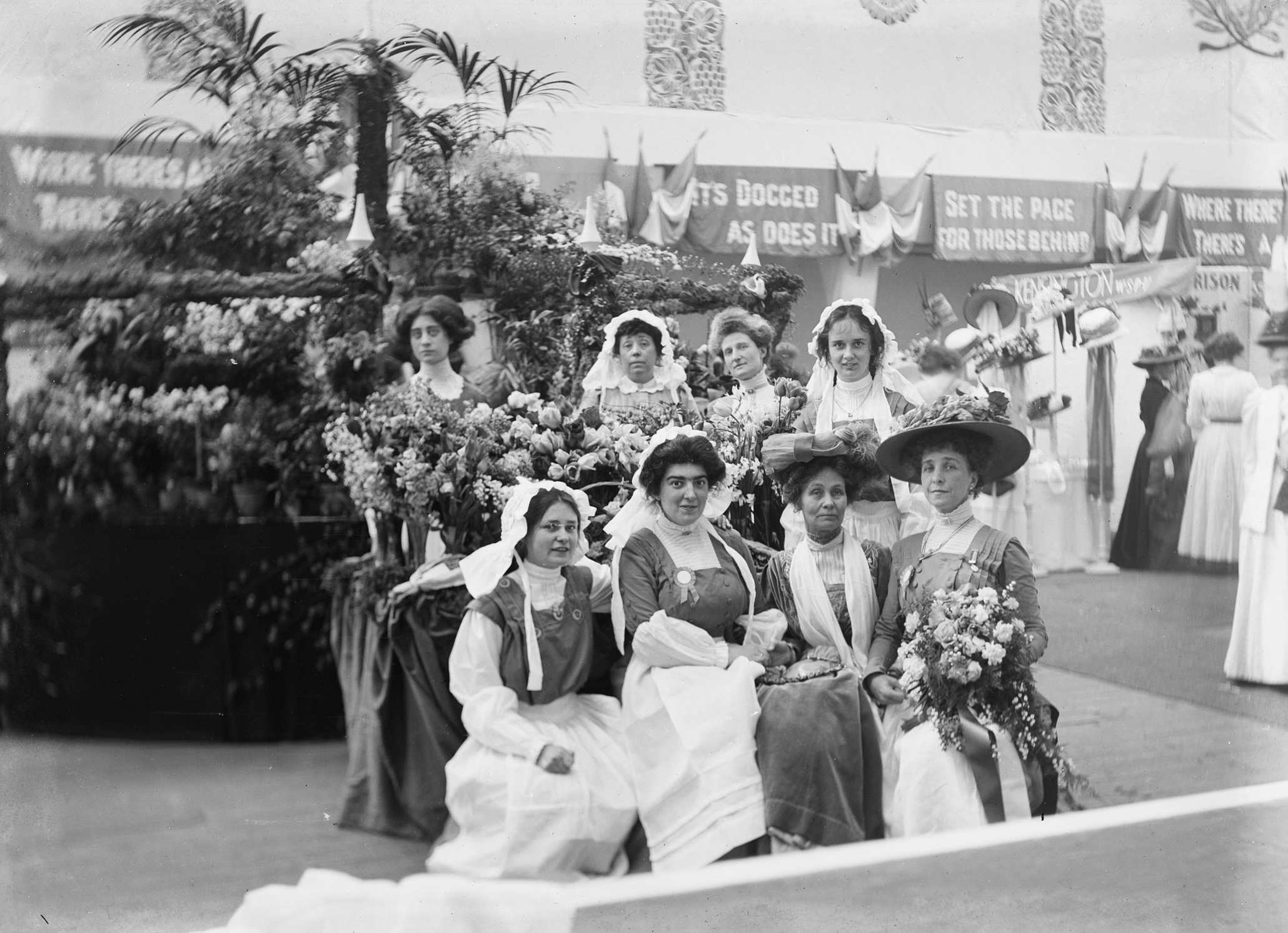
Vůdkyně Sufražetek Emmeline Pankhurst (první řada, třetí zleva) u květinového stánku během Ženské výstavy, Londýn, květen 1909
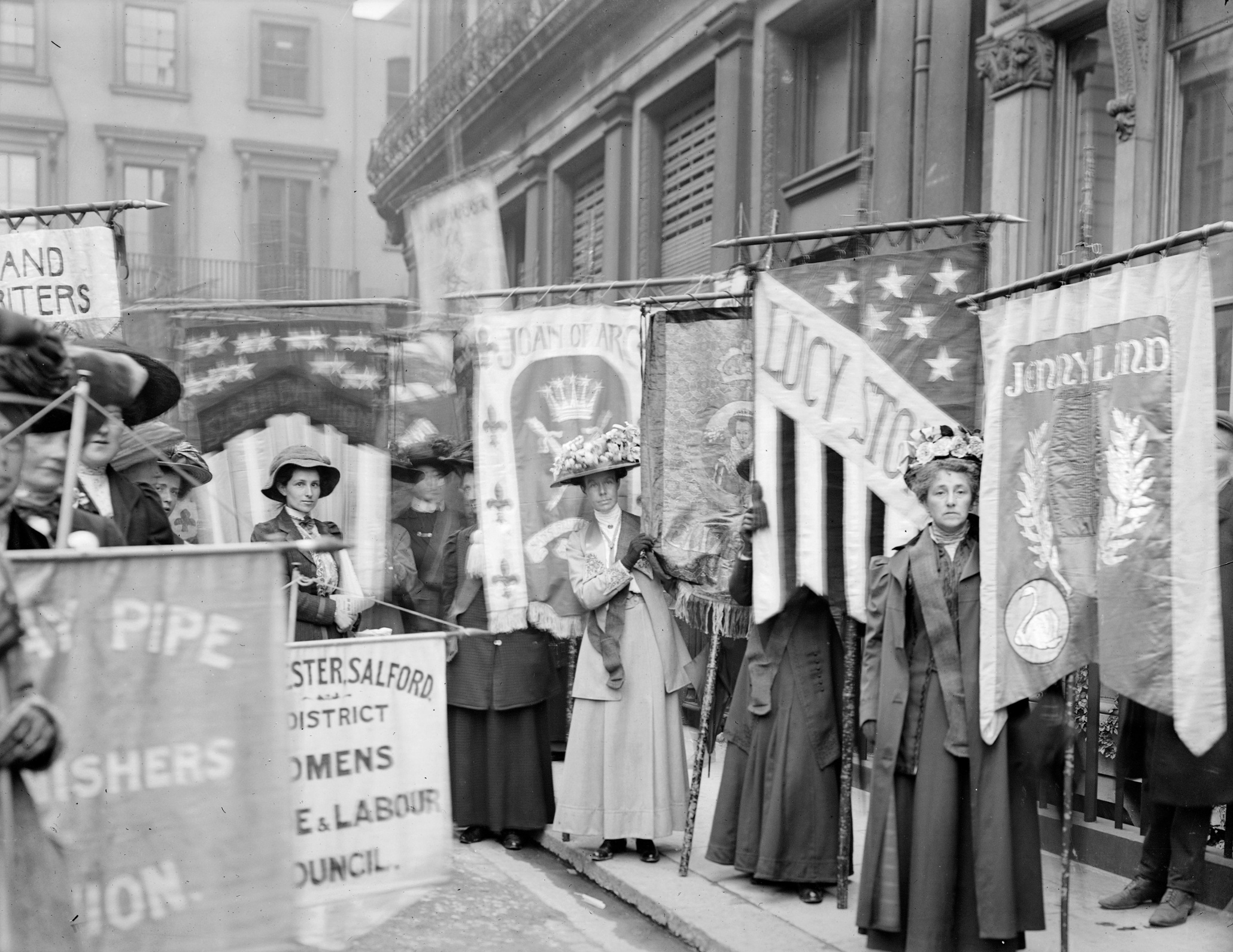
Sufražetky během přehlídky National Union of Women’s Suffrage Societies, červen 1908
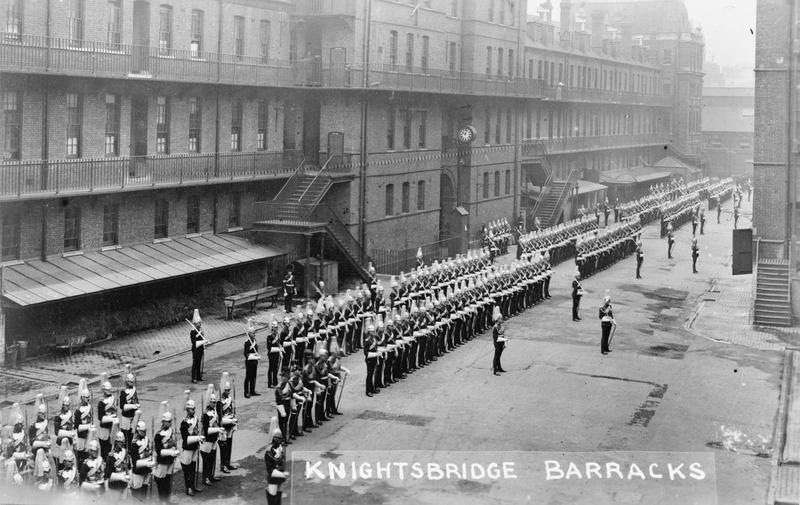
1st Life Guards v kasárnách Knighsbridge Barracks, 1910–1911
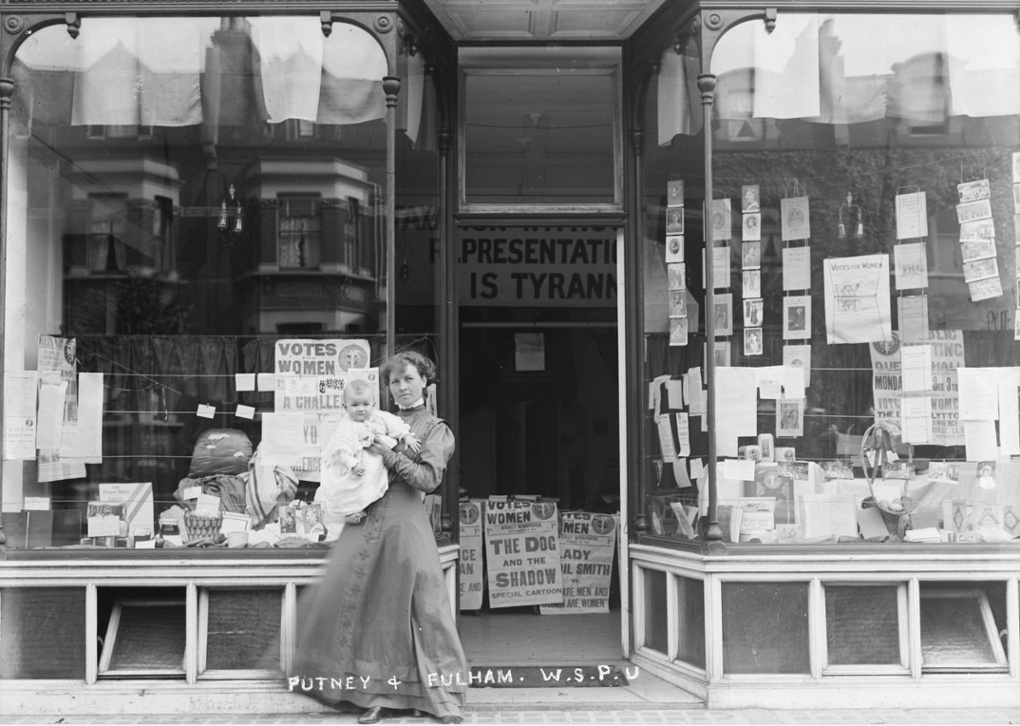
Putney a Fulham před obchodem a kanceláří WSPU, Londýn, 1910
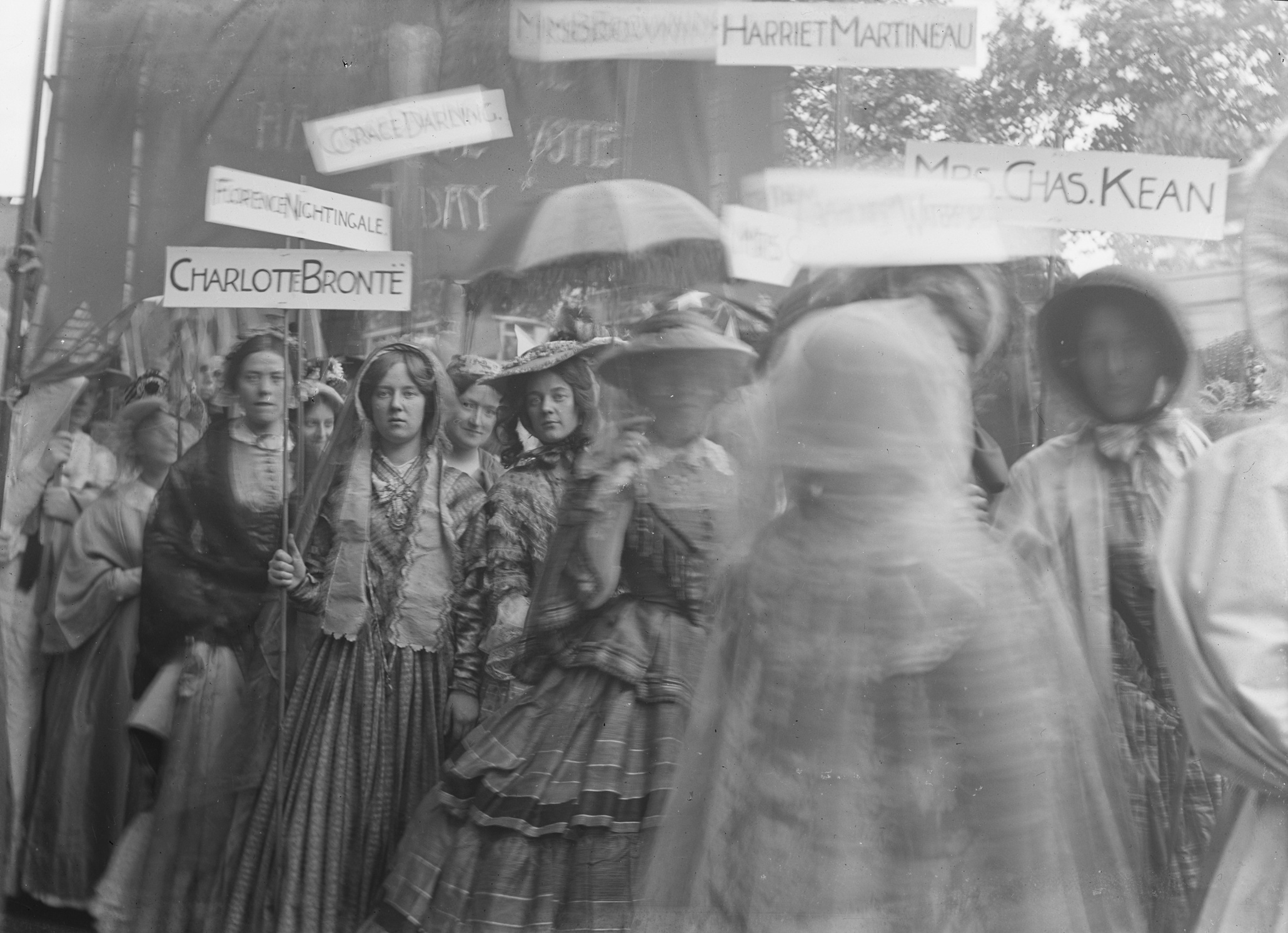
Průvod korunovace žen, červen 1911